# Pawieł Koczetkow
Pawieł Siergiejewicz Koczetkow (ros. Павел Сергеевич Кочетков, ur. 7 marca 1986 w Kamieńsku Uralskim) – rosyjski kolarz szosowy.

## Osiągnięcia
Opracowano na podstawie:

2004
- 1. miejsce na 3. etapie Giro della Toscana juniorów

2007
- 1. miejsce na 4. etapie Giro delle Regioni
- 3. miejsce w Gran Premio di Poggiana

2008
- 3. miejsce w Trofeo Alcide Degasperi
- 3. miejsce w Gran Premio di Poggiana
- 3. miejsce w Trofeo Salvatore Morucci

2009
- 2. miejsce w Giro della Regione Friuli Venezia Giulia
- 1. miejsce w Trofeo Città di San Vendemiano
- 1. miejsce w Trofeo Alcide Degasperi
- 2. miejsce w Coppa della Pace
- 1. miejsce w Gran Premio Inda

2011
- 1. miejsce na 1. etapie Tour des Pays de Savoie
- 1. miejsce na 1. etapie Dookoła Bułgarii

2012
- 1. miejsce na 3. etapie Circuit des Ardennes (jazda drużynowa na czas)
- 2. miejsce w Memorial Oleg Dyachenko
- 2. miejsce w Czech Cycling Tour
  - 1. miejsce w klasyfikacji punktowej
- 3. miejsce w Central European Tour Košice-Miskolc

2015
- 3. miejsce w Tour of Almaty

2016
- 1. miejsce w mistrzostwach Rosji (start wspólny)

## Rankingi
| Rok              | 2009 | 2010  | 2011 | 2012 | 2013 | 2014 | 2015 | 2016 | 2017  | 2018 | 2019  | 2020  | 2021  | 2022  |
| ---------------- | ---- | ----- | ---- | ---- | ---- | ---- | ---- | ---- | ----- | ---- | ----- | ----- | ----- | ----- |
| UCI World Tour   |      |       |      |      |      | -    | -    | -    | 240.  | 242. |       |       |       |       |
| World Ranking    |      |       |      |      |      |      |      | 374. | 940.  | 710. | 2085. | 1064. | 2061. | 2885. |
| UCI Europe Tour  | 82.  | 1173. | 453. | 107. | 389. |      |      | 384. | 1709. | 717. | 1365. | 828.  | 1401. | 1732. |
| UCI Asia Tour    | -    | -     | -    | -    | -    |      |      | 490. | -     | -    |       |       |       |       |
| UCI America Tour | -    | -     | -    | -    | -    |      |      | 354. | -     | -    |       |       |       |       |
|                  |      |       |      |      |      |      |      |      |       |      |       |       |       |       |
| Źródło: UCI      |      |       |      |      |      |      |      |      |       |      |       |       |       |       |